# Kőszeg
 (avril 2021).
La mise en forme du texte ne suit pas les recommandations de Wikipédia : il faut le « wikifier ».
Les points d'amélioration suivants sont les cas les plus fréquents :
- Les titres sont pré-formatés par le logiciel. Ils ne sont ni en capitales, ni en gras.
- Le texte ne doit pas être écrit en capitales (les noms de famille non plus), ni en gras, ni en italique, ni en « petit »…
- Le gras n'est utilisé que pour surligner le titre de l'article dans l'introduction, une seule fois.
- L'italique est rarement utilisé : mots en langue étrangère, titres d'œuvres, noms de bateaux, etc.
- Les citations ne sont pas en italique mais en corps de texte normal. Elles sont entourées par des guillemets français : « et ».
- Les listes à puces sont à éviter, des paragraphes rédigés étant largement préférés. Les tableaux sont à réserver à la présentation de données structurées (résultats, etc.).
- Les appels de note de bas de page (petits chiffres en exposant, introduits par l'outil «  Source ») sont à placer entre la fin de phrase et le point final[comme ça].
- Les liens internes (vers d'autres articles de Wikipédia) sont à choisir avec parcimonie. Créez des liens vers des articles approfondissant le sujet. Les termes génériques sans rapport avec le sujet sont à éviter, ainsi que les répétitions de liens vers un même terme.
- Les liens externes sont à placer uniquement dans une section « Liens externes », à la fin de l'article. Ces liens sont à choisir avec parcimonie suivant les règles définies. Si un lien sert de source à l'article, son insertion dans le texte est à faire par les notes de bas de page.
- La présentation des références doit suivre les conventions bibliographiques. Il est recommandé d'utiliser les modèles {{Ouvrage}}, {{Chapitre}}, {{Article}}, {{Lien web}} et/ou {{Bibliographie}}. Le mode d'édition visuel peut mettre en forme automatiquement les références.
- Insérer une infobox (cadre d'informations à droite) n'est pas obligatoire pour parachever la mise en page.

Pour une aide détaillée, merci de consulter Aide:Wikification.
Si vous pensez que ces points ont été résolus, vous pouvez retirer ce bandeau et améliorer la mise en forme d'un autre article.

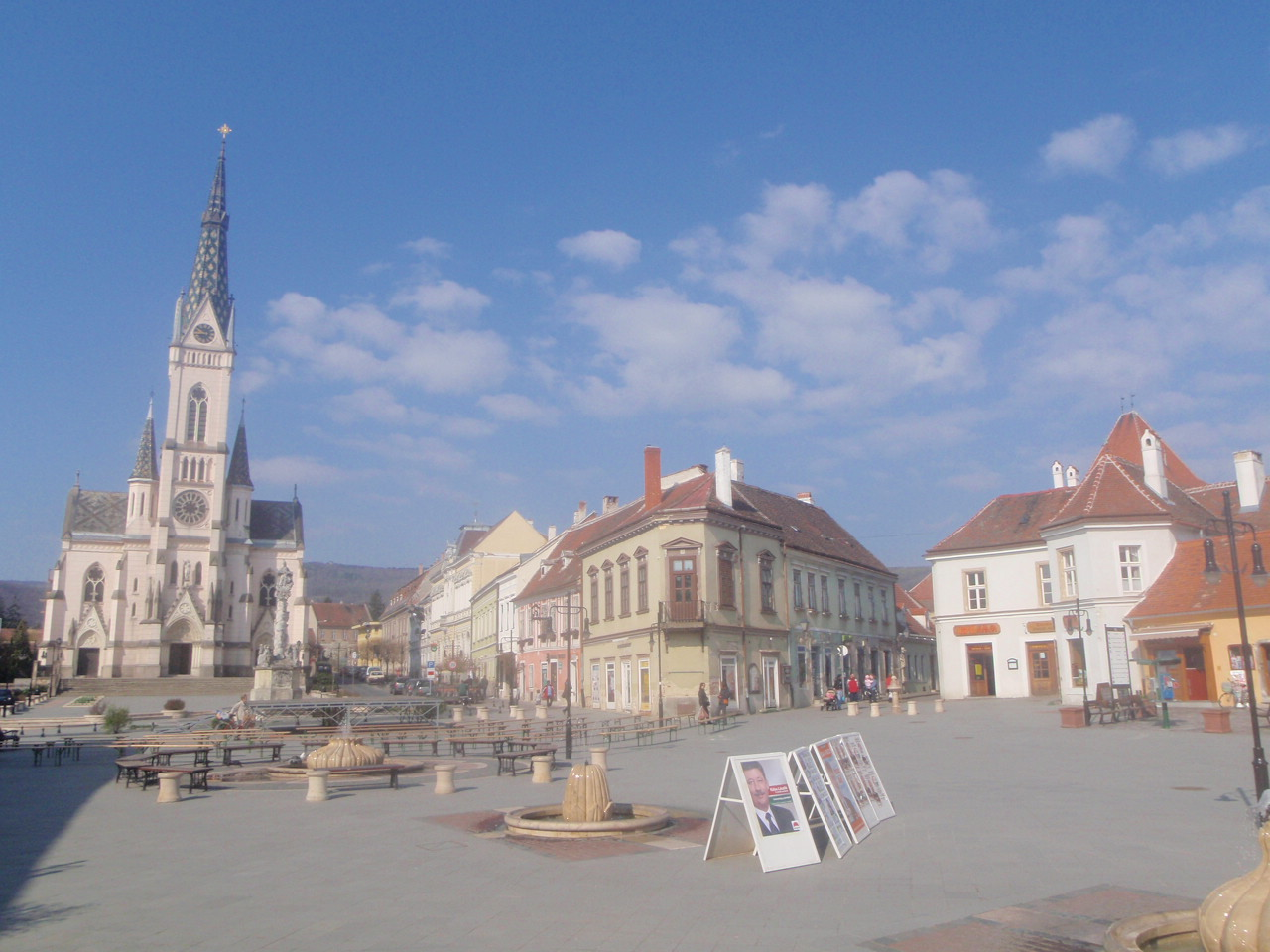
Église paroissiale du Cœur de Jésus (Place centrale)

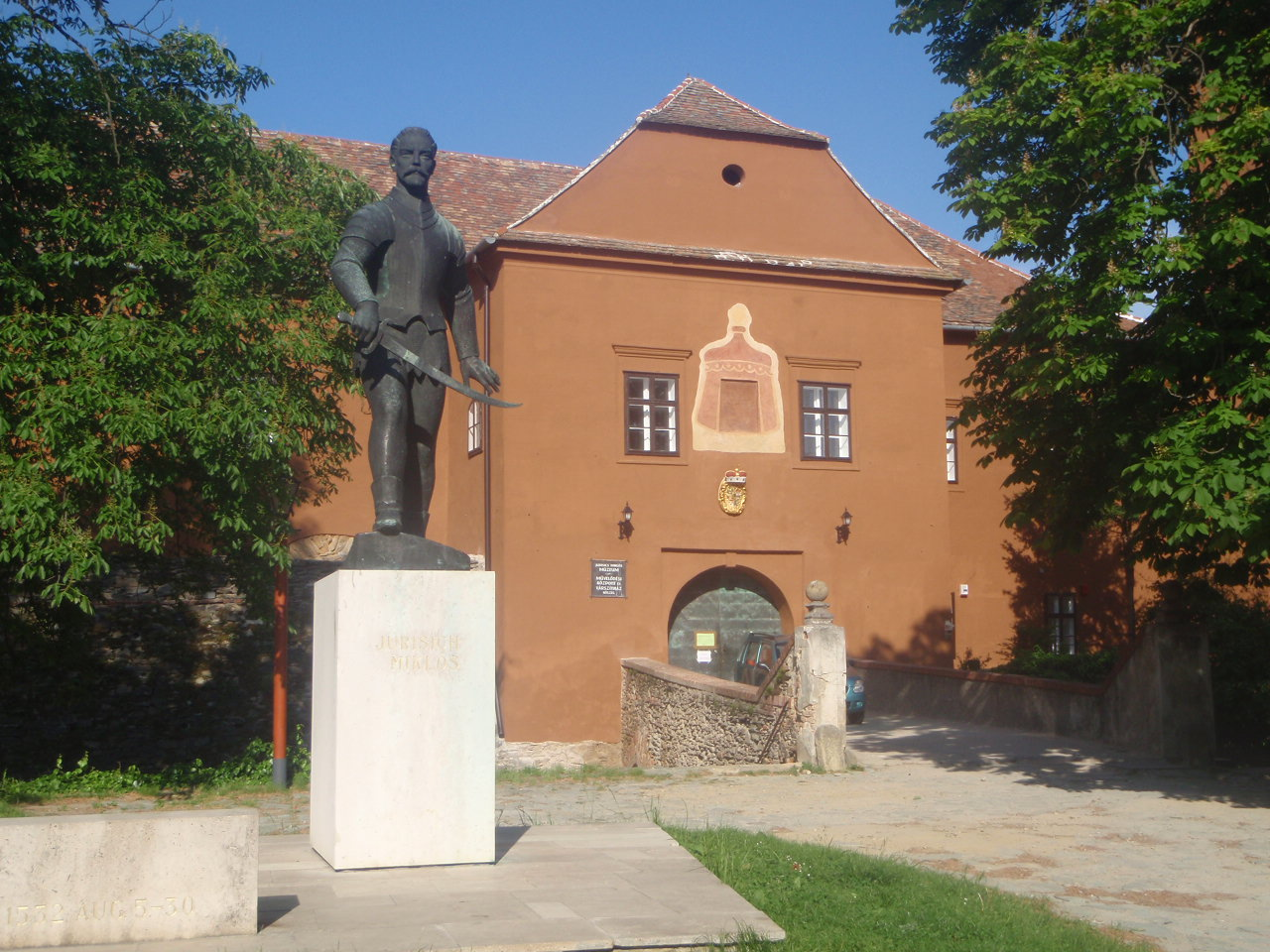
Château de Kőszeg

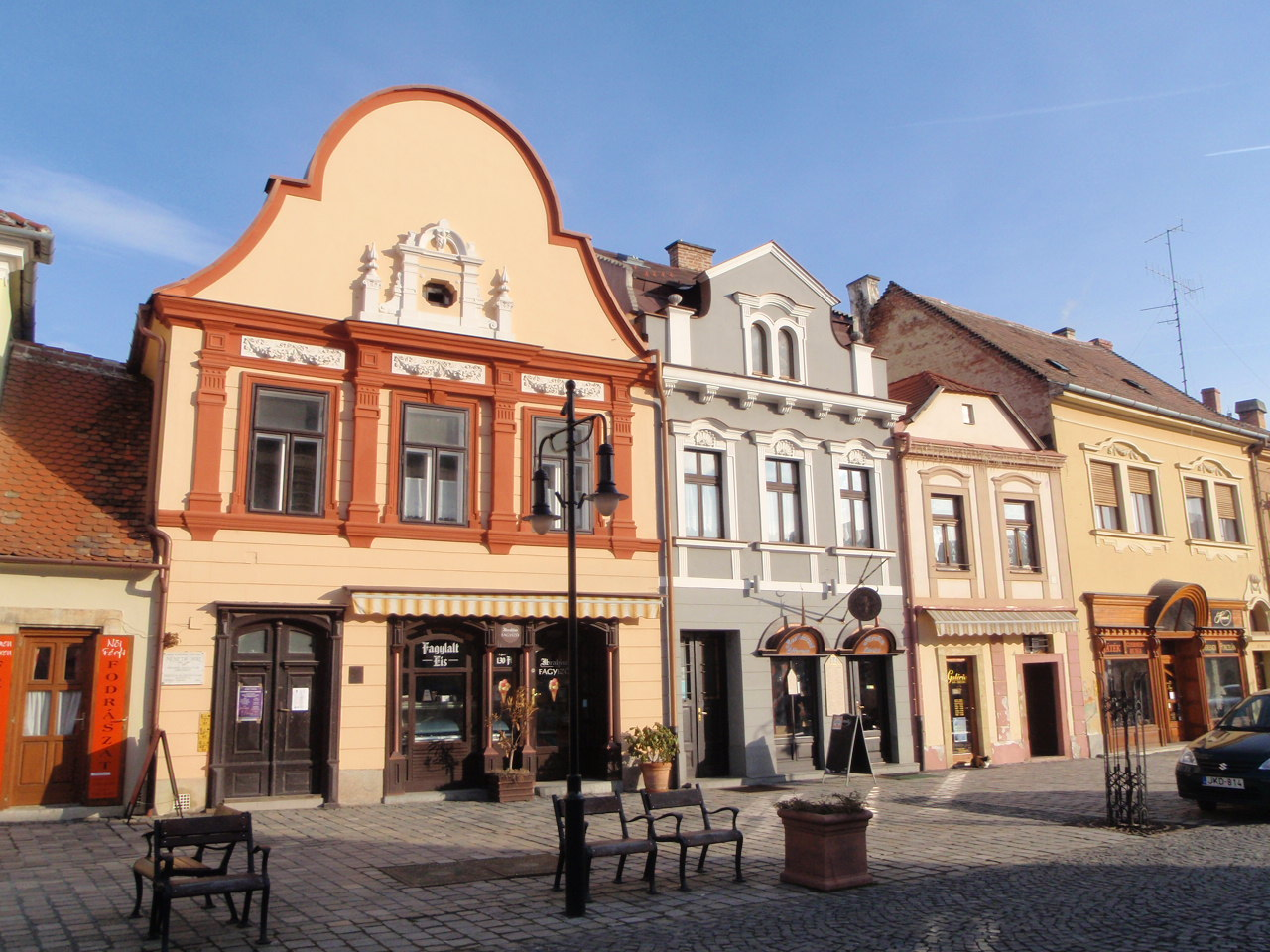
Maisons de la place centrale

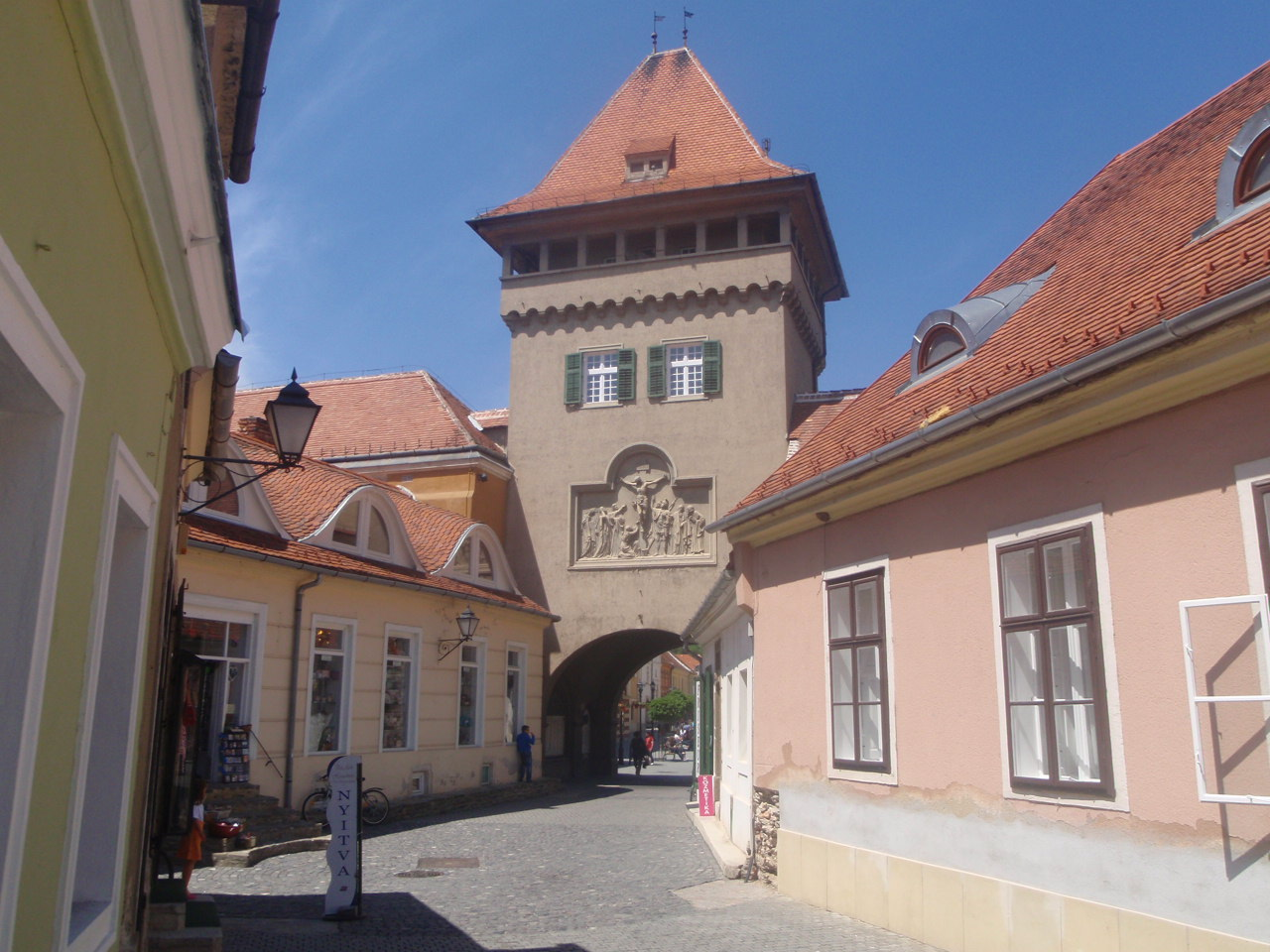
Porte des Héros (1932)

Kőszeg (en allemand : Güns ; en croate : Kiseg ; en prekmure : Küseg) est une ville hongroise située dans le comitat de Vas à l'extrême ouest du pays à proximité de la frontière autrichienne.

## Géographie
Kőszeg, la ville la plus haute de la Hongrie, se situe à 274 m d'altitude entre les prolongements des Alpes orientales centrales et au pied du massif de Kőszeg. Les montagnes abritent des forêts de pin (sapin argenté), des forêts composées de charme, chêne et hêtre.
Sur les pentes méridionales du massif s'épanouissent des châtaigniers, et le cyclamen pousse en abondance. C'est la région qui reçoit le plus de précipitations annuelles en Hongrie.

## Histoire
Du fait de sa situation géographique, la région joue un rôle stratégique déterminant dès les premiers siècles de l'histoire du pays. La ville tire son nom de la forteresse bâtie à l'époque de la dynastie d'Árpád dont les ruines sont encore visibles. Le nom de la ville est mentionné pour la première fois dans un document, qui date de 1248 et établit le fait que le roi Béla IV de Hongrie reprend le château du prince d'Autriche après l'invasion des Mongols. La ville est construite par Henri de Kőszeg (Henrik) et son fils Ivan (Iouan, Johan).
En 1289, la famille entre en conflit avec Albert Ier du Saint-Empire qui occupe la ville. André III de Hongrie reprend la ville en 1291 et la restitue à la famille Kőszegi. Le roi Charles Robert de Hongrie leur enlève la ville en 1327 et lui donne le statut de ville royale libre l'année suivante. Kőszeg devient municipalité autonome et se voit accorder le droit de tenir foires et marchés.
La promesse que Kőszeg restera toujours ville royale est brisée par Sigismond Ier du Saint-Empire en 1392, qui il la donne au palatin Miklós Garai. Frédéric III, empereur germanique, occupe la ville en 1445 et donne au blason de la ville sa forme actuelle. Kőszeg reste sous la tutelle des Habsbourg d'Autriche jusqu'en 1647. Le roi Matthias Ier de Hongrie la reprend pour une courte période. Après sa mort, la ville redevient la possession des Habsbourg.
Après la bataille de Mohács en 1526, la communauté juive, soupçonnée de sympathiser avec les Ottomans victorieux, est expulsée de la ville et se réfugie dans le domaine des Batthyány à Rohonc (l'actuel Rechnitz, en Autriche). C'est en 1840 qu'elle est autorisée à regagner la ville. Les Juifs de la ville de Sopron subissent le même sort. 
L'histoire de Kőszeg est marquée par le siège ottoman en août 1532. Le capitaine Miklós Jurisics (en), à la tête d'une poignée de soldats, résiste aux armées ottomanes, qui se dirigent vers Vienne, la capitale des Habsbourg. Le sultan Soliman, installé sur la colline entre Király-völgy (Vallée du roi) et Kálvária-hegy (Mont du Calvaire), suit le déroulement du siège. La colline est depuis appelée le mont du Sultan. Matthias Forintos, un artificier intelligent, réussit à déjouer les poseurs de mines ottomans. Il fait étaler sur la peau d'un tambour des petits pois qui vacillent à la moindre vibration des remparts. Grâce à cette résistance déterminée, le sultan est retardé, et la bataille de Vienne n'aura pas lieu. En mémoire de cet évènement, les cloches de la ville retentissent tous les jours à 11 heures. L'année suivante, le capitaine Jurisics est nommé baron par l'empereur. 
Après le siège, le château est reconstruit sous la forme actuelle. L'empereur Ferdinand Ier du Saint-Empire affranchit la ville de tout impôt et lui donne des privilèges propres. Kőszeg, situé sur la route commerciale qui mène de Vienne à la mer Adriatique, connaît alors la prospérité pendant deux siècles. 
Kőszeg est annexée à la mère patrie en 1648 et devient définitivement ville royale mais c'est le début d'un long déclin. Elle doit affronter des pertes financières. Après la Première Guerre mondiale, la majeure partie de la région est annexée à l'Autriche. La zone d'influence de la ville se rétrécit, et Kőszeg se retrouve à la périphérie du pays.
Pendant la Seconde Guerre mondiale, plusieurs milliers de Juifs et de non Juifs sont internés dans un camp provisoire aménagé dans la briqueterie. La plupart des détenus sont conduits vers les camps de concentration en Autriche, et d'autres sont tués dans la ville. La communauté juive de Kőszeg est quasiment exterminée.

## Économie
La culture de la vigne est une longue tradition à Kőszeg. Le premier document qui témoigne de cette activité date de 1279.
L'usine de feutre LATEX, l'employeur le plus important de la ville, a cessé toute activité en 2005. L'usine de confection de lingerie féminine TRIUMPH International, ainsi qu'une unité de l'usine de câble KROMBERG & SCHUBERT, sont installées dans la ville.

## Établissements culturels locaux
- Bibliothèque municipale Kálmán Chernel (hu)
- Centre culturel et théâtre du château Jurisics

## Kőszeg en littérature
Plusieurs romans d'Agota Kristof se déroulent dans une ville frontalière, K, référence cachée à Kőszeg où celle-ci vécut à partir de l'âge de 9 ans.

## Établissements d'enseignement
- École primaire et collège Ádám Béri Balogh
- École primaire et collège József Bersek
- École primaire et collège Sainte Marguerite de Árpádház (Enseignement catholique)
- Lycée technique luthérien (filières agricole, commerce, gestion et informatique)
- Lycée Miklós Jurisics
- Institut médico-pédagogique Dr. László Nagy
- École de musique Gusztáv Budáker
- SOS Village d'enfants
- Institut d'études sociales et européennes (ISES)

## Monuments
Les différents monuments de la ville sont épargnés par les deux guerres mondiales. La ville connaît un essor touristique après la chute du Mur de Berlin. Kőszeg est une des villes touristiques les plus prisées du département de Vas. Les environs de Kőszeg font partie du Parc naturel d'Írott-kő.
- Château Jurisics
- Place Jurisics (où règne une ambiance médiévale)
- Église paroissiale du Cœur de Jésus (style néogothique)
- Église Saint Emeric
- Église Saint Jacob abrite les tombeaux des enfants du capitaine Jurisics (Ádám et Anna) décédés de la peste

- Jardin botanique Chernel
- Centre régional István Bechtold de préservation des sites et paysages naturels
- Station ornithologique et Musée commémoratif István Chernel
- Synagogue

## Musées
- Pharmacie Unicorne (Licorne), dorée
- Musée pharmaceutique Sarrasin
- La vieille tour (Zwinger)
- Musée municipal
- Musée du château
- La maison du général
- Porte des Héros
- Maison PHENIX :
  - Galerie MARZIPAN, contes pour enfants
  - Galerie vinicole des 14 régions de Hongrie
- Musée de la poste

## Excursions dans les environs de Kőszeg

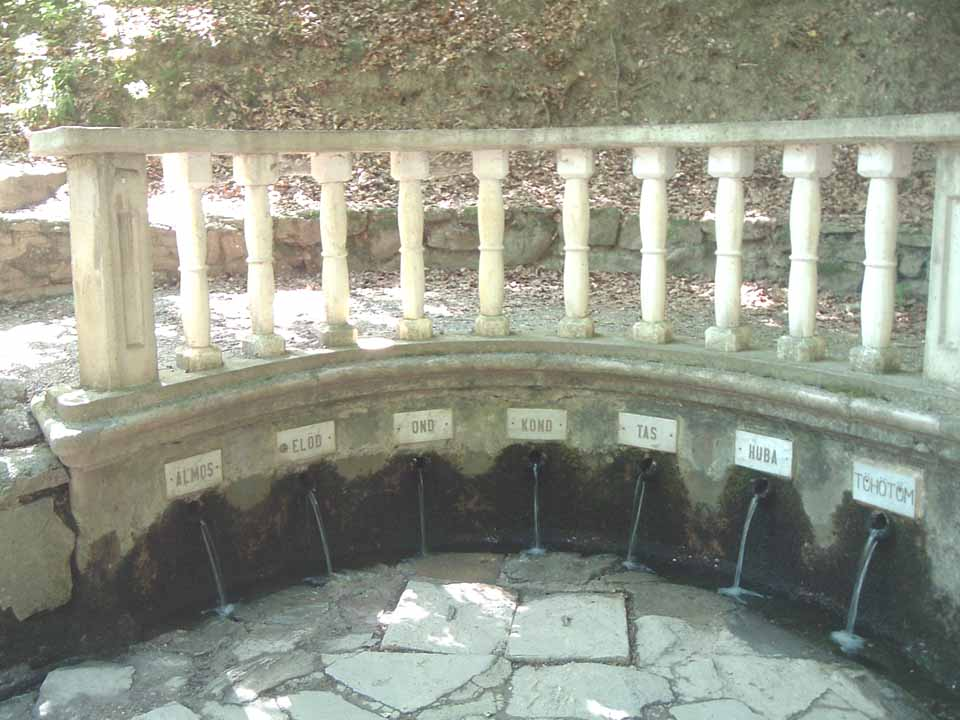
Les sept fontaines

Le Belvédère Irottkő (Roche écrite) se trouve exactement sur la ligne frontière avec l'Autriche.
- Ancienne tour de guet
- Sept fontaines
- Vallée du roi : piste pédagogique pour l'observation ornithologique
- Piste pédagogique aux alentours de l'Ancienne tour de guet
- Mont du calvaire
- Lac de plaisance (pêche, pédalo, baignade interdite)
- Pavillons des forestiers styriens du XVIIIe siècle
- Mont de tailleur

## Festivités annuelles

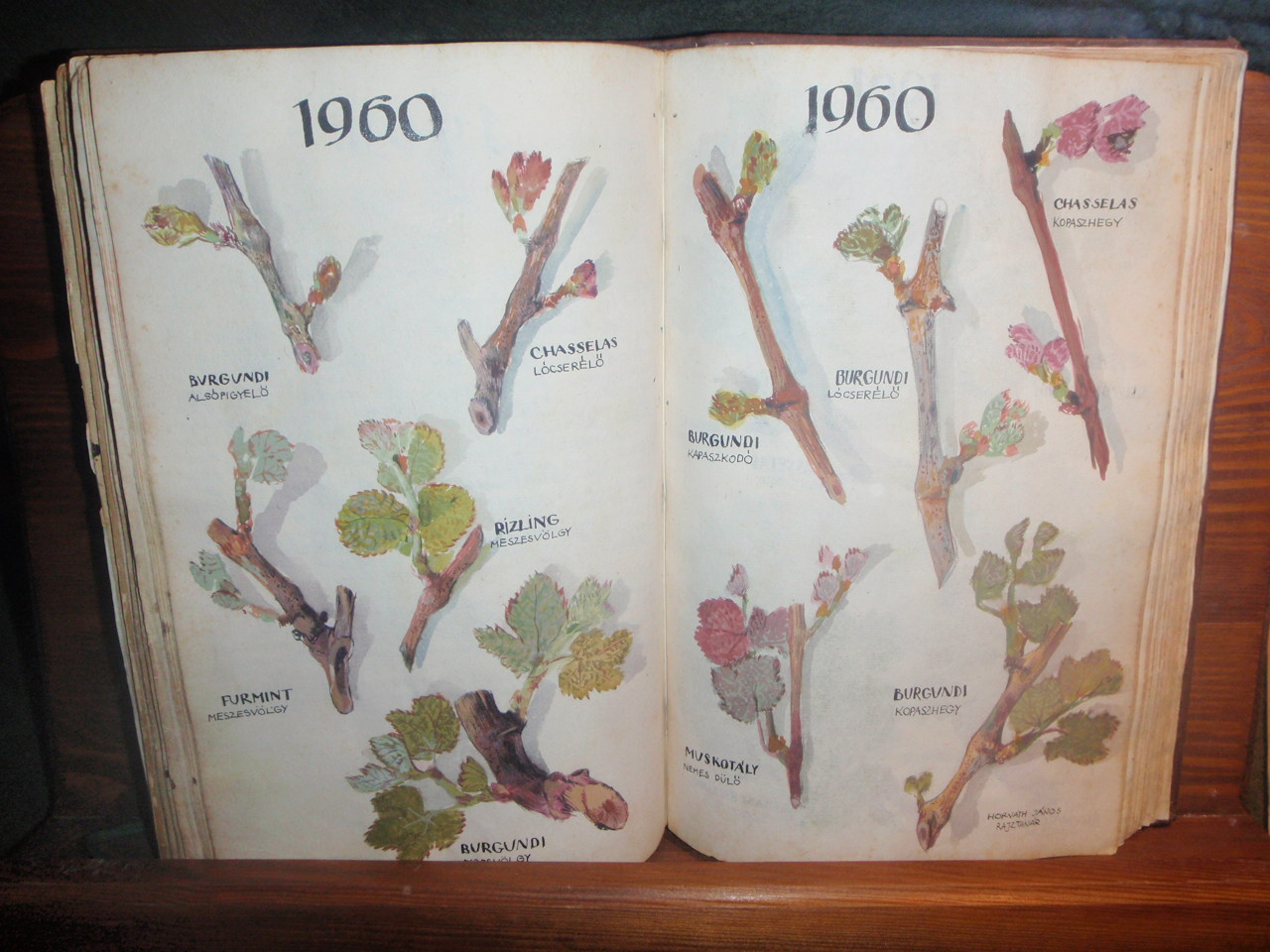
Registre des pousses de vignes

- Les pousses de vignes sont dessinées dans le Registre des pousses de vignes depuis 1742.

- "Lune descendante, lune croissante" journées de commémoration du siège de Kőszeg par les armées turques.

- Course à pied HISTORIA

- Festival est-ouest des musiques populaires

- Soirées d'été du théâtre du Château

- Rencontre musicale László Lajtha

- Vendanges

- Journée nationale des arbres et des oiseaux (depuis 1902), la première fut organisée par l'ornithologue István Chernel.

## Jumelages
- Vaihingen-sur-l'Enz (Allemagne)
- Mödling (Autriche)
- Senj (Croatie)
- Nitrianske Hrnčiarovce (Slovaquie)
- Senec (Slovaquie)
- La ville fait partie du douzelage depuis 2004.